# Geluidsisolerende deur
Een geluidsisolerende deur is een deur welke ontwikkeld is om personen toegang te verschaffen tot een geluidsdichte ruimte.
Deze deuren kunnen worden toegepast in uiteenlopende ruimten zoals discotheken en geluidsstudio's maar ook in fabriekshallen, omkastingen of binnen de infratechniek (vaak in combinatie met een vluchtdeur in een geluidsscherm).
Geluidsisolerende deuren worden meestal op maat gemaakt voor de situatie en ruimte waarvoor zij gebruikt worden. Bij het ontwerpen van de deur wordt rekening gehouden met de geluidsbron waarbij geluidssterkte (dB) en frequentiespectrum de belangrijkste factoren zijn. Afhankelijk van de ruimte waarin de deur wordt geplaatst kan het uiterlijk van de deur aangepast worden.

## Opbouw
Hoewel geluidsisolerende deuren kunnen verschillen qua formaat en dikte is de basis van de deuren meestal hetzelfde:
- Buitenzijden bestaan uit sendzimir verzinkt staal, roestvast staal of aluminium
- De binnenzijde bestaat uit isolatiemateriaal, zoals steenwol of glaswol (eventueel met ontdreunings- en/of gipsplaat)

De dempingswaarde van een geluidsisolerende deur wordt uitgedrukt als één-getalsaanduiding, de Rw-waarde. De Rw-waarde wordt aangegeven in dB en is bij een deur de maximale geluidsreductie die te behalen is. 
Door middel van de Rw-waarde kunnen verschillende deuren vergeleken worden op geluidsisolatie. De deuren worden getest volgens ISO 10140-1:2010. 